# Saint-Aubin, Essonne
Saint-Aubin är en kommun i departementet Essonne i regionen Île-de-France i norra Frankrike. Kommunen ligger i kantonen Bièvres som tillhör arrondissementet Palaiseau. År 2022 hade Saint-Aubin 671 invånare.

## Befolkningsutveckling
Antalet invånare i kommunen Saint-Aubin
| Referens: INSEE |